# Sudanesische Volksbefreiungsbewegung

Links das Wappen der sudanesischen Volksbefreiungsbewegung, rechts das der sudanesischen Volksbefreiungsarmee

Die Sudanesische Volksbefreiungsbewegung (englisch Sudan People’s Liberation Movement, abgekürzt SPLM oder SPLM/A; arabisch الحركة الشعبية لتحرير السودان, DMG al-ḥaraka aš-šaʿbiyya li-taḥrīr as-Sūdān) ist eine politische Partei im Südsudan und politischer Arm der Sudanesischen Volksbefreiungsarmee (SPLA). Seit der Gründung des Südsudan im Jahr 2011 ist sie die alleinige Regierungspartei. Landesweite Wahlen hat es seit der Unabhängigkeit des Südsudans jedoch noch nicht gegeben.

## Geschichte

Ehemalige Flagge der SPLM in den 1990er Jahren

Im Jahr 1983 wurde die SPLM von John Garang gegründet. Er starb jedoch am 1. August 2005, wenige Wochen nach Abschluss des Friedensabkommens (CPA) zwischen dem Sudan und der SPLM, bei einem Hubschrauberabsturz. Führer der SPLM ist seither Salva Kiir Mayardit, der seit der Gründung des Südsudan zugleich Präsident des Landes ist. Landesweite Wahlen hat es im Südsudan seit der Unabhängigkeit jedoch noch nicht gegeben.
Die Wahlen im Sudan 2010 gewann die SPLM innerhalb in der (damaligen) autonomen Region Südsudan mit überwältigender Mehrheit. Ferner gewann sie in einem der 15 nordsudanesischen Bundesstaaten, in an-Nil al-azraq, die Gouverneurswahlen mit ihrem Kandidaten Malik Agar. In Dschanub Kurdufan (Südkordofan), wo die Gouverneurswahl erst 2011 stattfand, bestreitet sie die Niederlage ihres Kandidaten gegen Ahmad Harun von der Regierungspartei.
Aufgrund der weitverbreiteten Korruption und Vetternwirtschaft sowie der Unsicherheit im Land verlor die SPLM seit 2010 zunehmend an Unterstützung innerhalb der Bevölkerung. Das Land ist auch weiterhin von kämpferischen Auseinandersetzungen und wirtschaftlicher Unterentwicklung geprägt. Auch werden der SPLM in Verbindung mit der SPLA erhebliche Menschenrechtsverletzungen vorgeworfen.
Im Vorfeld der Unabhängigkeit des Südsudans teilte sich die SPLM in einen südlichen und einen nördlichen Zweig. Die SPLM-North (SPLM-N) ist im (Nord-)Sudan nach der Abspaltung des Südsudans als Oppositionspartei aktiv. Ihr Führer ist Malik Agar, Generalsekretär ist Yasir Arman. Die sudanesische Regierung verweigert ihre Anerkennung als politische Partei und verlangte, dass Kämpfer aus Dschanub Kurdufan und an-Nil al-azraq in den Südsudan abziehen. Auch andere Gruppierungen haben sich bereits von der SPLM abgespalten. Hierzu zählen insbesondere die SPLM/A-IO, die SPLM/A-FD und die SPLM-DC.